# Planomiliola
Planomiliola es un género de foraminífero bentónico de la subfamilia Hauerininae, de la familia Hauerinidae, de la superfamilia Milioloidea, del suborden Miliolina y del orden Miliolida. Su especie tipo es Planomiliola planispira. Su rango cronoestratigráfico abarca el Burdigaliense (Mioceno inferior).

## Clasificación
Planomiliola incluye a la siguiente especie:
- Planomiliola planispira †